# Crisix

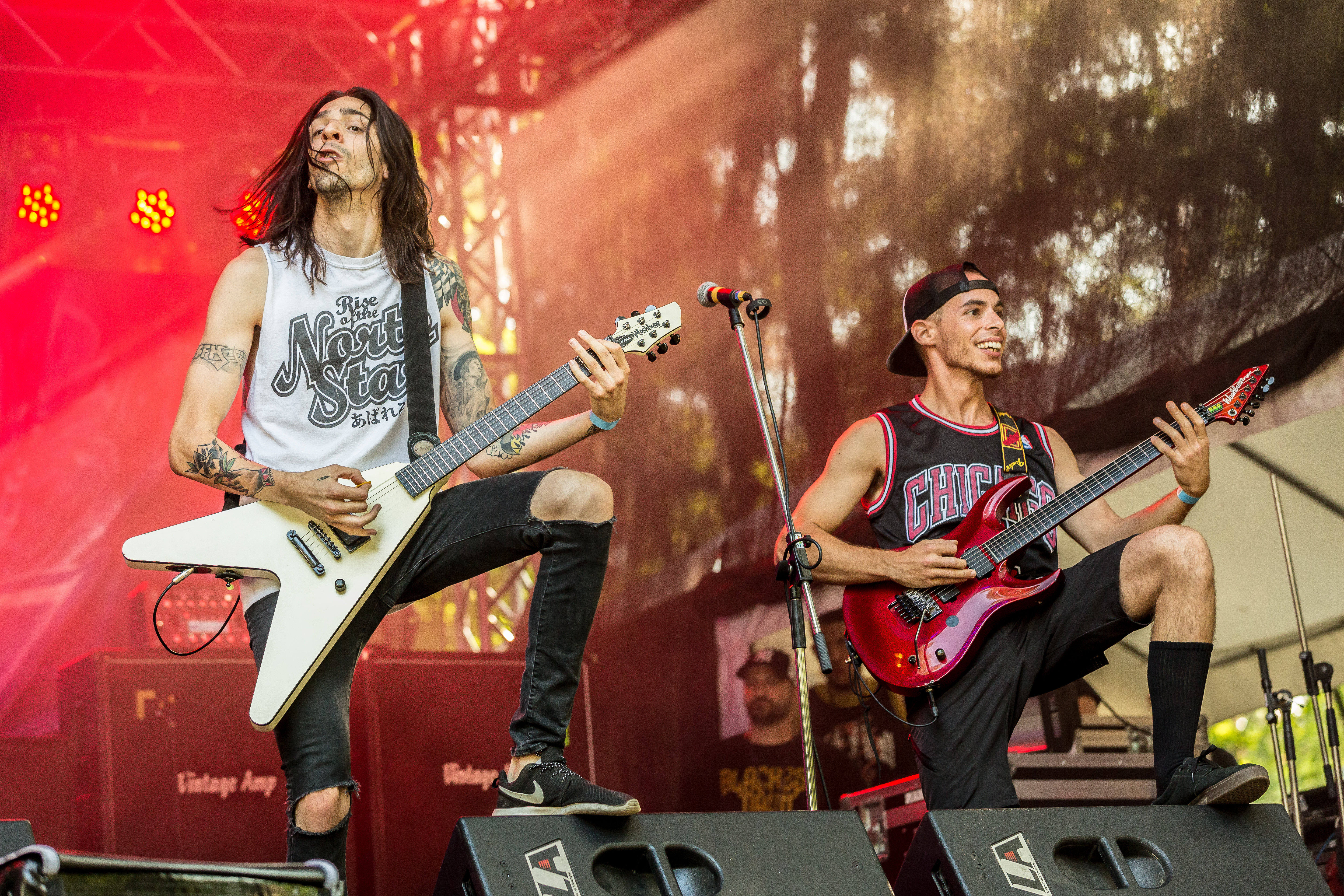
Crisix auf dem Rock unter den Eichen 2017

Crisix ist eine spanische Thrash-Metal-Band aus Barcelona, die im Jahr 2008 unter dem Namen Crysys gegründet wurde.

## Geschichte
Die Band wurde im Februar 2008 unter dem Namen Crysys von Schlagzeuger Javi Carrión und Bassist Marc Torras gegründet. Kurz darauf kamen die Gitarristen Marc Busqué und Albert Requena hinzu. Beim ersten Konzert in der Bandgeschichte konnte der eigentliche Sänger nicht am Konzert teilnehmen, sodass Julián Baz den Posten des Sängers einnahm. Nachdem die Band den nationalen Contest Martohell Metal Rumble 2008 gewonnen hatte, nahm die Gruppe im Sommer 2008 die Single Dead by the Fistful of Violence im Akord's Studio auf, die auf der Kompilation Spain Kills von Xtreem Music enthalten war. Im Dezember wurden mit Internal Pollution und Mummified by Society zwei weitere Lieder im Akord's Studio aufgenommen. Aus den drei Liedern wurde das Demo Demonsthrashion erstellt, sodass die Band am W:O:A Metal Battle Spain 2009 teilzunehmen. Nachdem sie dieses gewonnen hatte, begab sich die Gruppe im Sommer 2009 nach Deutschland zum Finale, das sie ebenfalls gewann. Dadurch erreichte die Band einen Vertrag bei Wacken Records, wobei das Debütalbum The Menace im Stage One Studio aufgenommen werden sollte.
Anfang 2010 begannen die Arbeiten zu The Menace zusammen mit Waldemar Sorychta (Sodom, Lacuna Coil, Moonspell, Tristania, Samael). Ein paar Wochen später teilte Wacken Records der Band mit, dass das Label sie nicht länger unterstützen könnte, sodass im November 2010 die Aufnahmen in den Axtudios. Zwei Monate nach Beendung der Aufnahmen, begab sich die Band im Februar wieder nach Deutschland, wo das Album im Stage One Studio von Andy Classen abgemischt und gemastert wurde. Ein paar Monate vor Veröffentlichung des Albums erreichte die Band eine Beschwerde von Sony, da es bereits ein gleichnamiges Videospiel gab, sodass die Gruppe ihren Namen in Crisix änderte. Im Februar 2011 erreichte die Band einen Vertrag bei Kaiowas Records, worüber im September das Debütalbum The Menace erschien. Der Veröffentlichung folgten Auftritte zusammen mit Angelus Apatrida, Onslaught, Dark Tranquillity, Legion of the Damned, Artillery, Necrodeath, Bonded by Blood, Gama Bomb, Fueled by Fire, Lazarus A.D. und EvilDead.

## Stil
Die Band spielt klassischen, schnell gespielten Thrash Metal, der sich an dem aus der San Francisco Bay Area orientiert.

## Diskografie
als Crysys
- 2008: Dead by the Fistful of Violence (Single, Eigenveröffentlichung)
- 2008: Demonsthrashion (Demo, Eigenveröffentlichung)
- 2009: Spawn (Single, Eigenveröffentlichung)

als Crisix
- 2011: The Menace (Album, Kaiowas Records)
- 2013: Rise... Then Rest (Album, Kaiowas Records)
- 2016: From Blue to Black (Album, Listenable Records)
- 2018: Against the Odds (Album, Listenable Records)
- 2022: Full HD (Album, Listenable Records)